# Генералов, Вячеслав Владимирович
Вячеслав Владимирович Генералов (р. 1944) — советский деятель КГБ, генерал-майор в отставке. Во время событий Августовского путча 1991 года начальник охраны последнего Президента СССР М. С. Горбачёва. Был под следствием по «делу ГКЧП», амнистирован, восстановлен в должности и звании.

## Биография
Окончил среднюю школу, техникум.
В Советской Армии с 1964 года служил во 2-й гвардейской Таманской мотострелковой дивизии МВО.
Член КПСС с 1967 года.
В органах госбезопасности: с 1967 г. Работал в контрразведывательных подразделениях КГБ. Заочно окончил Энергетический институт.
В 1976 году окончил Высшую школу КГБ при Совете министров СССР имени Дзержинского специалистом по связи. 
В 1980-х заместитель начальника 9-го Управления КГБ СССР Ю. С. Плеханова, работал начальником специального эксплуатационно-технического управления при ХОЗУ КГБ СССР. В 1985 - 1991гг. начальник охраны Генерального секретаря ЦК КПСС, Президента СССР М.С. Горбачёва.
Во время августовских событий 18 августа 1991 года был назначен Крючковым начальником охраны резиденции М. С. Горбачёва в Форосе, организовывал изоляцию президента СССР по версии следствия. Был под следствием по «делу ГКЧП», в декабря 1992 был освобождён под подписку о невыезде. В 1994 году амнистирован, восстановлен в должности и звании. 
Сам бывший Начальник охраны Президента СССР, генерал-майор КГБ в отставке Вячеслав Генералов трактовал события иначе:

— Никто его не блокировал. По идее, он должен был 20-го числа вылетать вместе со мной в Москву на подписание Союзного договора. Когда образовался ГКЧП, 19 августа, я предложил ему: «Давайте я вам организую самолёт для вылета в Москву». У меня были такие полномочия. «Нет, мы никуда не полетим», — ответил он. Дочь с зятем тоже отказались лететь и остались там. Поэтому говорить о том, что его кто-то блокировал, неверно. Это была самоизоляция. Более того, он приказал личной охране усилить посты до ночного варианта, что означало взять оружие. И когда ко мне пришли и передали это распоряжение, я сказал, что у меня нет сил на ночной вариант охраны объекта. Он самоизолировался, чтобы его никто не трогал…
— Я вам скажу такую вещь. Я никак не влиял на действия президента. Если бы он хотел… Его приглашали гэкачеписты, когда прилетали к нему в Крым: «Поехали в Москву, там решим все вопросы». Он сказал: «Я никуда не полечу, я болен». Потом ко мне приходил его помощник Черняев: «Нам нужно вылететь в Москву». Я ему: «Хорошо». Но Михаил Сергеевич сказал, что не полетит. Хотя везде потом в материалах следствия было написано, что я «изолировал президента».

Женат на Татьяне Генераловой, имеет двух сыновей, Дмитрий и Андрей Генераловы.
В дальнейшем — советник АО «Регион» (входит в финансовую корпорацию «Система»), затем вышел на пенсию.